# Pilotos por Pole Position en 500cc/MotoGP

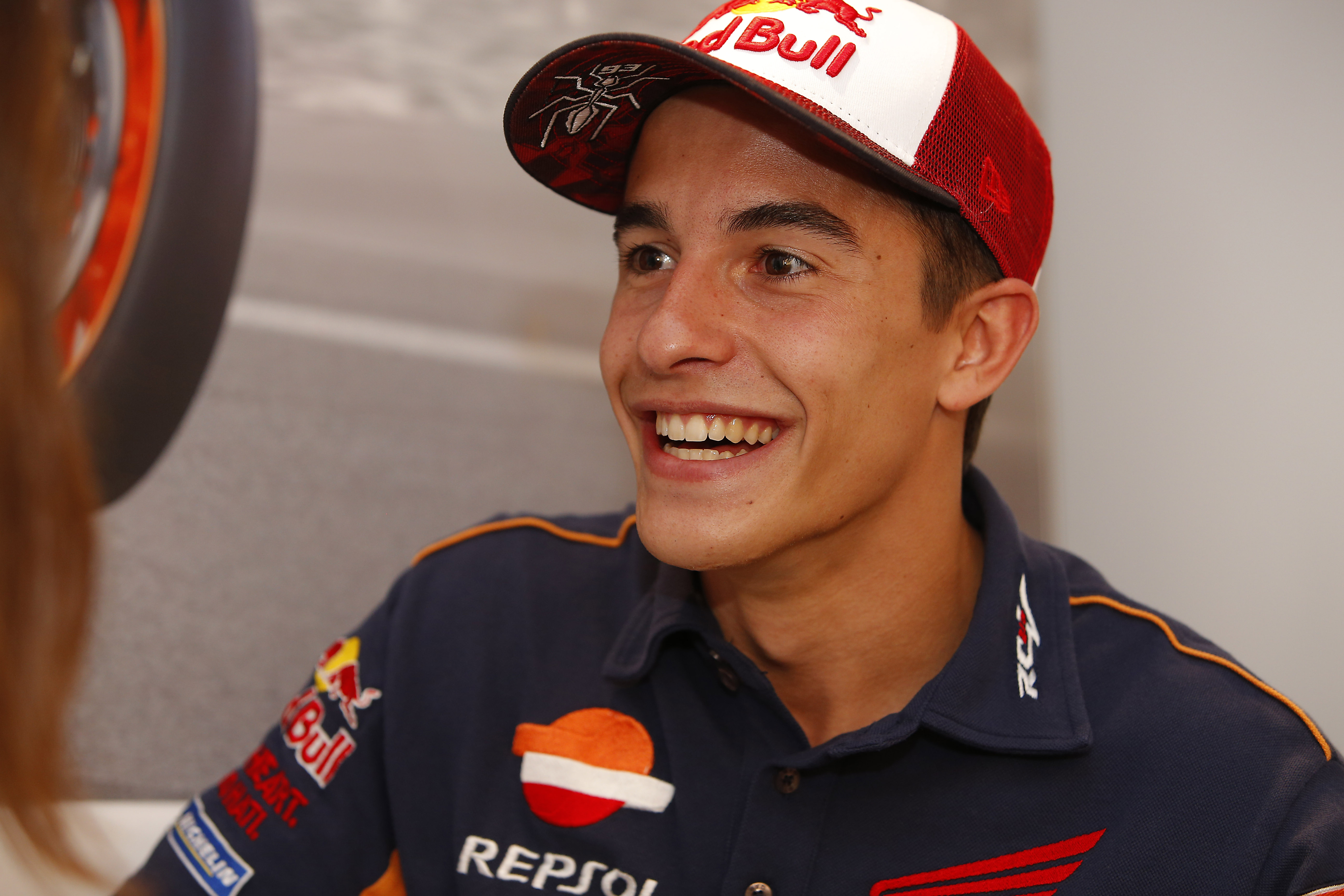
Marc Márquez, tiene el récord de pole positions en MotoGP con 73 durante su carrera

El Campeonato del Mundo de Motociclismo es el campeonato más importante de carreras de motos en circuito, que desde 2023 se divide en cuatro categorías: MotoGP, Moto2, Moto3 y MotoE. Las categorías han ido variando según las temporadas e incluyen 500cc (antecesora de MotoGP y cuyas estadísticas son combinadas), 350cc, 250cc, 125cc, 80cc, 50cc y Sidecar.
El Campeonato del Mundo comenzó en 1949 organizado por la Federación Internacional de Motociclismo (FIM), y es el Campeonato Mundial de deportes de motor más antiguo.
La lista de Pole Position se registra desde la temporada 1974, cuando se contaron oficialmente por primera vez.Marc Márquez es quien más pole positions ha logrado en la categoría reina, 500cc/MotoGP, con 73. Mick Doohan es segundo con 58 poles y Valentino Rossi es tercero con 55 poles.

## Por piloto
Actualizado tras el Gran Premio de Austria de 2025
| *       | Campeón del Mundo de MotoGP/500cc                  |
| †       | Campeón del mundo de cualquier categoría           |
| Negrita | El piloto en activo en la temporada 2025 de MotoGP |

| Ranking | Nacionalidad   | Piloto                   | Poles | Temporadas en activo                    | Primera Pole              | Última Pole               |
| ------- | -------------- | ------------------------ | ----- | --------------------------------------- | ------------------------- | ------------------------- |
| 1       | España         | Marc Márquez*            | 73    | 2013-                                   | Américas 2013             | Alemania 2025             |
| 2       | Australia      | Mick Doohan*             | 58    | 1989-1999                               | España 1990               | Argentina 1998            |
| 3       | Italia         | Valentino Rossi*         | 55    | 2000-2021                               | Sudáfrica 2001            | Italia 2018               |
| 4       | España         | Jorge Lorenzo*           | 43    | 2008-2019                               | Catar 2008                | Aragón 2018               |
| 5       | Australia      | Casey Stoner*            | 39    | 2006-2012                               | Catar 2006                | Australia 2012            |
| 6       | España         | Dani Pedrosa             | 31    | 2006-2018, 2021, 2023-2024              | China 2006                | Malasia 2017              |
| 7       | Estados Unidos | Kevin Schwantz*          | 29    | 1986-1995                               | Australia 1989            | España 1994               |
| 8       | Estados Unidos | Freddie Spencer*         | 27    | 1980-1987, 1989, 1992                   | España 1982               | España 1986               |
| 9       | Italia         | Francesco Bagnaia*       | 25    | 2019-                                   | Catar 2021                | República Checa 2025      |
| 10      | Italia         | Max Biaggi               | 23    | 1998-2005                               | Japón 1998                | Alemania 2004             |
| 11      | España         | Jorge Martín*            | 20    | 2021-                                   | Doha 2021                 | Australia 2024            |
| 11      | Francia        | Fabio Quartararo*        | 20    | 2019-                                   | España 2019               | Países Bajos 2025         |
| 13      | Reino Unido    | Barry Sheene*            | 19    | 1974-1984                               | Países Bajos 1975         | Yugoslavia 1982           |
| 13      | Australia      | Wayne Gardner*           | 19    | 1983-1992                               | Gran Bretaña 1986         | Gran Bretaña 1990         |
| 15      | Estados Unidos | Kenny Roberts*           | 18    | 1978-1983                               | España 1978               | San Marino 1983           |
| 15      | Estados Unidos | Eddie Lawson*            | 18    | 1983-1992                               | España 1984               | Gran Bretaña 1992         |
| 17      | Estados Unidos | Wayne Rainey*            | 15    | 1988-1993                               | Estados Unidos 1988       | República Checa 1993      |
| 17      | España         | Maverick Viñales         | 15    | 2015-                                   | Catar 2017                | Américas 2024             |
| 19      | España         | Sete Gibernau            | 13    | 1997-2006, 2009                         | Sudáfrica 2000            | Italia 2006               |
| 19      | Italia         | Loris Capirossi          | 13    | 1995-1996, 2000-2011                    | Países Bajos 2000         | Japón 2006                |
| 21      | Venezuela      | Johnny Cecotto           | 12    | 1976-1980                               | Venezuela 1977            | Bélgica 1979              |
| 22      | Estados Unidos | Kenny Roberts Jr.*       | 10    | 1996-2007                               | Japón 1999                | Río de Janeiro 2004       |
| 23      | Italia         | Marco Lucchinelli*       | 9     | 1976-1986                               | Naciones 1980             | Finlandia 1981            |
| 23      | Estados Unidos | John Kocinski            | 9     | 1989, 1991-1994, 1998-1999              | Vitesse du Mans 1991      | Malasia 1999              |
| 23      | España         | Àlex Crivillé*           | 9     | 1992-2001                               | Países Bajos 1995         | Ciudad de Imola 1999      |
| 26      | Italia         | Luca Cadalora            | 8     | 1989, 1993-2000                         | Italia 1993               | Europa 1995               |
| 26      | Francia        | Johann Zarco             | 8     | 2017-                                   | Países Bajos 2017         | Gran Bretaña 2022         |
| 28      | Finlandia      | Teuvo Länsivuori         | 7     | 1974-1978                               | Países Bajos 1974         | Checoslovaquia 1976       |
| 28      | Japón          | Tadayuki Okada           | 7     | 1996-2000, 2008                         | Malasia 1996              | Sudáfrica 1999            |
| 28      | Italia         | Andrea Dovizioso         | 7     | 2008-2022                               | Japón 2010                | Japón 2018                |
| 28      | España         | Aleix Espargaró          | 7     | 2009-2010, 2012-                        | Países Bajos 2014         | Gran Bretaña 2024         |
| 32      | Italia         | Giacomo Agostini*        | 6     | 1965-1977                               | Austria 1974              | Finlandia 1976            |
| 32      | Francia        | Christian Sarron         | 6     | 1979, 1981, 1985-1990                   | Francia 1987              | Francia 1988              |
| 34      | Estados Unidos | Randy Mamola             | 5     | 1979-1990, 1992                         | Bélgica 1980              | Portugal 1987             |
| 34      | Brasil         | Alex Barros              | 5     | 1990-2005. 2007                         | Italia 2000               | Portugal 2005             |
| 34      | Estados Unidos | Nicky Hayden*            | 5     | 2003-2016                               | Estados Unidos 2005       | Portugal 2007             |
| 34      | Italia         | Marco Bezzecchi          | 5     | 2022-                                   | Tailandia 2022            | Austria 2025              |
| 38      | Reino Unido    | Phil Read*               | 4     | 1961-1964, 1971, 1973-1976              | Francia 1974              | Checoslovaquia 1974       |
| 38      | Nueva Zelanda  | Graeme Crosby            | 4     | 1980-1982                               | Austria 1981              | Austria 1982              |
| 38      | Reino Unido    | Cal Crutchlow            | 4     | 2011-2023                               | Países Bajos 2013         | España 2018               |
| 41      | España         | Carlos Checa             | 3     | 1995-2007, 2010                         | España 1998               | Catar 2004                |
| 41      | Japón          | Makoto Tamada            | 3     | 2003-2007                               | Portugal 2004             | Comunidad Valenciana 2004 |
| 41      | Australia      | Chris Vermeulen          | 3     | 2005-2009, 2012                         | Turquía 2006              | Países Bajos 2007         |
| 41      | Estados Unidos | Colin Edwards            | 3     | 2003-2014                               | Francia 2007              | China 2008                |
| 41      | España         | Pol Espargaró            | 3     | 2014-                                   | Estiria 2020              | Gran Bretaña 2021         |
| 46      | Países Bajos   | Jack Middelburg          | 2     | 1977-1983                               | Países Bajos 1980         | Bélgica 1982              |
| 46      | Francia        | Raymond Roche            | 2     | 1977-1983                               | Gran Bretaña 1984         | San Marino 1984           |
| 46      | Japón          | Tadahiko Taira           | 2     | 1984-1985, 1987-1991                    | Japón 1988                | Japón 1989                |
| 46      | Estados Unidos | Doug Chandler            | 2     | 1991-1994                               | Hungría 1992              | Francia 1992              |
| 46      | Francia        | Jean-Michel Bayle        | 2     | 1996-1999, 2002                         | República Checa 1996      | Ciudad de Imola 1998      |
| 46      | Países Bajos   | Jurgen van den Goorbergh | 2     | 1997-2002, 2005                         | Cataluña 1999             | República Checa 1999      |
| 46      | Reino Unido    | Jeremy McWilliams        | 2     | 1993-1996, 2000, 2002-2005, 2007        | Australia 2000            | Australia 2002            |
| 46      | Italia         | Marco Simoncelli         | 2     | 2010-2011                               | Cataluña 2011             | Países Bajos 2011         |
| 46      | Italia         | Andrea Iannone           | 2     | 2013-2019, 2024                         | Italia 2015               | Austria 2016              |
| 46      | Italia         | Franco Morbidelli        | 2     | 2018-                                   | Cataluña 2020             | Comunidad Valenciana 2020 |
| 46      | Australia      | Jack Miller              | 2     | 2015-                                   | Argentina 2018            | San Marino 2022           |
| 46      | Italia         | Luca Marini              | 2     | 2021-                                   | Indonesia 2023            | Catar 2023                |
| 46      | Italia         | Enea Bastianini          | 2     | 2021-                                   | Austria 2022              | Portugal 2024             |
| 59      | Australia      | Jack Findlay             | 1     | 1958-1978                               | Isla de Man 1974          | Isla de Man 1974          |
| 59      | Reino Unido    | Tony Rutter              | 1     | 1974-1975                               | Isla de Man 1975          | Isla de Man 1975          |
| 59      | Italia         | Gianfranco Bonera        | 1     | 1973-1975, 1977-1978, 1980              | Finlandia 1975            | Finlandia 1975            |
| 59      | Reino Unido    | John Williams            | 1     | 1968-1978                               | Isla de Man 1976          | Isla de Man 1976          |
| 59      | Italia         | Virginio Ferrari         | 1     | 1976-1979, 1982-1985                    | Alemania 1976             | Alemania 1976             |
| 59      | Estados Unidos | Steve Baker              | 1     | 1977-1978                               | Francia 1977              | Francia 1977              |
| 59      | Suiza          | Philippe Coulon          | 1     | 1974, 1976-1983                         | Bélgica 1977              | Bélgica 1977              |
| 59      | Francia        | Michel Rougerie          | 1     | 1973-1980                               | Gran Bretaña 1978         | Gran Bretaña 1978         |
| 59      | Estados Unidos | Mike Baldwin             | 1     | 1979, 1981, 1985-1988                   | España 1979               | España 1979               |
| 59      | Países Bajos   | Boet van Dulmen          | 1     | 1975-1986                               | Finlandia 1979            | Finlandia 1979            |
| 59      | Italia         | Graziano Rossi           | 1     | 1977-1982                               | Finlandia 1980            | Finlandia 1980            |
| 59      | Francia        | Jean Lafond              | 1     | 1982-1983                               | Francia 1982              | Francia 1982              |
| 59      | Italia         | Franco Uncini*           | 1     | 1979-1985                               | Naciones 1982             | Naciones 1982             |
| 59      | Reino Unido    | Ron Haslam               | 1     | 1977-1980, 1982-1991, 1993, 2000        | Suecia 1984               | Suecia 1984               |
| 59      | Reino Unido    | Niall Mackenzie          | 1     | 1986-1994                               | Japón 1987                | Japón 1987                |
| 59      | Australia      | Kevin Magee              | 1     | 1987-1991, 1993                         | España 1988               | España 1988               |
| 59      | Japón          | Shinichi Ito             | 1     | 1988-1996, 1999, 2002, 2005, 2007, 2011 | Alemania 1993             | Alemania 1993             |
| 59      | Nueva Zelanda  | Simon Crafar             | 1     | 1993, 1998-1999                         | Gran Bretaña 1998         | Gran Bretaña 1998         |
| 59      | Japón          | Tetsuya Harada           | 1     | 1999-2000, 2002                         | Italia 1999               | Italia 1999               |
| 59      | Francia        | Régis Laconi             | 1     | 1997-2000, 2002                         | Comunidad Valenciana 1999 | Comunidad Valenciana 1999 |
| 59      | Australia      | Garry McCoy              | 1     | 1998-2004, 2006                         | Portugal 2000             | Portugal 2000             |
| 59      | Japón          | Tohru Ukawa              | 1     | 2001-2005                               | Río de Janeiro 2001       | Río de Janeiro 2001       |
| 59      | Francia        | Olivier Jacque           | 1     | 2001-2005, 2007                         | Alemania 2002             | Alemania 2002             |
| 59      | Japón          | Daijiro Kato             | 1     | 2002-2003                               | Pacífico 2002             | Pacífico 2002             |
| 59      | Estados Unidos | John Hopkins             | 1     | 2002-2008, 2011                         | Países Bajos 2006         | Países Bajos 2006         |
| 59      | Estados Unidos | Ben Spies                | 1     | 2008-2013                               | Indianápolis 2010         | Indianápolis 2010         |
| 59      | España         | Álvaro Bautista          | 1     | 2010-2018, 2023                         | Gran Bretaña 2012         | Gran Bretaña 2012         |
| 59      | Alemania       | Stefan Bradl             | 1     | 2012-2016, 2018-2024                    | Estados Unidos 2013       | Estados Unidos 2013       |
| 59      | Japón          | Takaaki Nakagami         | 1     | 2018-                                   | Teruel 2020               | Teruel 2020               |
| 59      | Portugal       | Miguel Oliveira          | 1     | 2019-                                   | Portugal 2020             | Portugal 2020             |
| 59      | Italia         | Fabio Di Giannantonio    | 1     | 2022-                                   | Italia 2022               | Italia 2022               |
| 59      | España         | Álex Márquez             | 1     | 2020-                                   | Argentina 2023            | Argentina 2023            |
| 59      | España         | Pedro Acosta             | 1     | 2024-                                   | Japón 2024                | Japón 2024                |

## Por nacionalidad
Actualizado tras el Gran Premio de Austria de 2025
| Ranking | Nacionalidad   | Poles | Piloto(s) |
| ------- | -------------- | ----- | --------- |
| 1       | España         | 220   | 13        |
| 2       | Italia         | 165   | 18        |
| 3       | Estados Unidos | 144   | 14        |
| 4       | Australia      | 124   | 8         |
| 5       | Francia        | 42    | 9         |
| 6       | Reino Unido    | 34    | 10        |
| 7       | Japón          | 17    | 8         |
| 8       | Venezuela      | 12    | 1         |
| 9       | Finlandia      | 7     | 1         |
| 10      | Países Bajos   | 6     | 4         |
| 11      | Nueva Zelanda  | 5     | 2         |
| 11      | Brasil         | 5     | 1         |
| 13      | Irlanda        | 2     | 1         |
| 14      | Suiza          | 1     | 1         |
| 14      | Alemania       | 1     | 1         |
| 14      | Portugal       | 1     | 1         |